# 幽游白书 魔强统一战
《幽游白书 魔强统一战》，是一款由Treasure制作并于1994年9月30日在Mega Drive上发行。本游戏以《幽遊白書》为内容的格斗游戏。
玩家可以选择浦饭、桑原等多个人物进行格斗游戏。
遊戲從未在北美和歐洲發行，唯一於日本以外發行的是1999年通過Tectoy，以「Yu Yu Hakusho: Sunset Fighters」命名在巴西發佈。遊戲於2019年在Mega Drive Mini日本版收錄。

## 登場人物
浦飯幽助
声：佐佐木望
必殺技「霊丸（地上）」、「霊丸（空中）」、「ショットガン」、「百裂拳」。超霊撃技「霊光ラッシュ」。
桑原和真
声：千葉繁
必殺技「霊剣」、「霊剣突き」、「霊手裏剣」、「次元刀」。超霊撃技「霊剣乱舞」。
蔵馬
声：緒方惠美、中原茂（妖狐）
必殺技「薔薇棘鞭刀（ローズウィップ）」、「風華円舞陣（ふうかえんぶじん」）、「薔薇投げ」、「魔界植物召喚」。超霊撃技「妖狐変化」。
飛影
声：檜山修之
必殺技「邪王炎殺剣」、「煉獄焦」、「居合い切り」、「残像」。超霊撃技「邪王炎殺黒龍波」。
幻海
声：京田尚子、林原惠（若年期）
必殺技「霊丸」、「霊光弾」、「霊光アッパー」、「百裂拳」。超霊撃技「霊光乱打」。
酎
声：若本規夫
必殺技「錬酔妖気弾」、「百裂酔拳」、「ショルダータックル」、「サプライズキック」、「まわりこみ」。超霊撃技「酔風連脚」。
陣
声：山口勝平
必殺技「修羅旋風拳」、「ダブル旋風拳」、「爆風障壁」、「空中浮遊」。超霊撃技「移動爆風障壁」。
戸愚呂兄
声：鈴木勝美
必殺技「全方向触手」、「地中触手」、「指針」、「ダミー」、「剣変化」。超霊撃技「乱風剣」。
戸愚呂弟
声：玄田哲章
必殺技「指弾」、「ダッシュパンチ」、「ダッシュアッパー」、「双腕剛掌」、「喝」。超霊撃技「100%中の100%」。
樹
声：辻谷耕史
必殺技「闇撫召喚」、「サイドステップキック」、「流燕脚」、「テレポート」。超霊撃技「時空凍結」。
仙水
声：納谷六朗
必殺技「裂蹴紅球波」、「裂蹴拳」、「気硬銃」。超霊撃技「巨大裂蹴紅球波」。
審判
声：折笠愛